# Der Irland-Krimi: Vergebung
Vergebung ist ein deutscher Kriminalfilm von Züli Aladag aus dem Jahr 2021. Es handelt sich um die vierte Episode zur ARD-Kriminalfilmreihe Der Irland-Krimi. Désirée Nosbusch spielt neben Declan Conlon, Mercedes Müller, Rafael Gareisen, Gavin Fullam, Roisin O’Neill, Parnell Scott und Vincent Walsh die Hauptrolle der „sensiblen Polizeipsychologin Cathrin Blake, die mit den Schatten der Vergangenheit zu kämpfen hat“.
Die Mediendienst GmbH schrieb zur Erstausstrahlung des Films: „Regisseur Züli Aladag (…) inszenierte ein Krimi-Drama zwischen alten Wunden, schwieriger Versöhnung und neuer Gewalt.“ Die ARD Degeto kündigte den Film mit folgenden Worten an: „Der mehrfach ausgezeichnete Regisseur Züli Aladag inszeniert ‚Vergebung‘ als pulsierendes Drama, in dem der psychische Ballast der Vergangenheit in neue Gewalt umzuschlagen droht. Die grandiose Kameraführung von Roland Stuprich macht die karge westirische Landschaft zum Projektionsfeld für das Zusammenspiel von Vertrauen, Reue und Aussöhnung.“

## Handlung
Aideen O’Leary telefoniert mit ihrem in einem nordirischen Gefängnis befindlichen Mann Greg, der ihr mitteilt, dass es gute Nachrichten gebe, seine vorzeitige Entlassung stehe kurz bevor, da ein Priester und ein Sozialarbeiter sich für ihn eingesetzt hätten. Aideens Gedanken gehen zurück zu dem Tag vor zehn Jahren, als sie der Polizei anonym die Meldung zukommen ließ, dass es heute noch einen Bombenanschlag der Real IRA auf das Gerichtsgebäude Cadogan-Park geben werde. Auch Gregs Gedanken gehen zurück, zu dem Tag als eine Autobombe den Vater von Daniel Ward tötete. Der damals noch kleine Junge wurde Zeuge dieser Tat.
Zur selben Zeit gibt es eine Auseinandersetzung zwischen Callum O’Connor und Paul Blake, dem Sohn der in Galway ansässigen deutschen Psychologin Cathrin Blake. Paul macht O’Connor für den Tod seines Vaters verantwortlich und wirft ihm vor, dass er ihn und seine Mutter zehn Jahre lang belogen habe. Für ihn sei er so etwas wie ein Vater gewesen. Später findet Paul in seinem Zimmer einen von O’Connor beschrifteten Briefumschlag, in dem sich mehrere Bündel mit Geld befinden.
Greg will sich nach seiner Entlassung aus dem Gefängnis von seinen alten Freunden aus Belfast lossagen. Er versichert Aideen, dass er es auch ohne sie schaffen werde, aber nur wenn sie ihm helfen werde. Der Sohn Adrian des Paares verhält sich sehr reserviert gegenüber seinem Vater. Dass Aideen Matthew Campbell, einen Kumpel Greg von früher um 100.000 Euro erpresst, weiß er nicht. Aileen hat Fotos aufbewahrt, die sie vernichten sollte, und beweisen, dass nicht Greg, sondern Campbell die Tat begangen hat, für die Greg verurteilt wurde. Als Greg davon erfährt besteht er darauf, die Angelegenheit selbst zu regeln. Schließlich sei Aileen seine Frau. Als Aileen Greg später gesteht, dass sie die ominöse Anruferin vor zehn Jahren war, sieht es so aus, als zerbreche beider Beziehung daran. Unverhofft taucht jedoch Daniel Ward bei dem Paar auf und bedroht es mit einer Waffe. Wie Cathrin Blake schon vermutet hat, ging es ihm nicht darum, sich mit Greg auszusprechen, sondern darum, dass er Rache dafür will, dass sein Vater tot ist. Er fesselt Greg und Aileen und entführt Adrian. Cathrin, Sean Kelly von der Polizei und seinen Beamten gelingt es jedoch, die Sache zu beenden, ohne dass Adrian Schaden nimmt. Greg und Aileen kommen sich durch die Angst um ihr gemeinsames Kind wieder näher.
Nachdem Callum O’Connor sich bei Kelly zurückgemeldet hat, um gegen den Drogenboss William Joyce als Kronzeuge auszusagen, wird er damit konfrontiert, dass dieser seine Tochter Oona und deren Kind in seine Gewalt gebracht hat, die er in Sicherheit wähnte. Oona hatte sich leider nicht an die Weisung ihres Vaters gehalten und war mit ihrem Kind nach Galway zurückgekehrt, wo sie ein leichtes Opfer von Joyce wurde. Nachdem man das Baby in einem Bauwagen findet, bleibt Oona jedoch verschwunden. O’Connor begibt sich daraufhin in die Hände von Joyce, der von ihm verlangt, sein Leben gegen das Leben seiner Tochter. Kurz bevor die Polizei auf dem verlassenen Gelände auftaucht, ertönt ein Schuss. In der große Halle liegt O’Connor in einer Blutlache. Nur wenig später hält auf der Landstraße ein Lieferwagen, aus dem Oona herausbugsiert wird.
Nachdem Catherines Sohn Paul ausgezogen ist, ohne dass die Psychologin weiß, was er vorhat, sitzt Catherine abends allein an einer Feuerstelle, während der Wind pfeift. In ihrem Gesicht spiegelt sich wider, wie schwer sie an ihrem Schicksal trägt.

## Produktion

### Produktionsnotizen
Die Dreharbeiten für Vergebung und die vorhergehende dritte Episode Das Verschwinden erstreckten sich vom 23. September bis zum 22. November 2019 und fanden an der Westküste Irlands und in Galway statt.
Neben Constantin von Jascheroff und Till Hagen leihen Maria Hönig, Nicolás Artajo und Tobias Kluckert den irischen Schauspielern ihre Stimme. Die Aufnahmeleitung lag bei Keith Barry, die Produktionsleitung bei Gabi Lins und für die ARD Degeto bei Sandra Moll, die Herstellungsleitung bei Fabian Glubrecht. Paul Cummins war der Service-Produzent für Irland. Es handelt sich um eine Produktion der goodfriends Filmproduktion in Zusammenarbeit mit telegael, produziert mit der The Support of Incentives for the Irish Film Industry Provided by the Government of Irland, gefilmt an verschiedenen Orten in Galway in Irland im Auftrag der ARD Degeto für die ARD Das Erste. 

### Veröffentlichung
In der ARD Mediathek wurde der Film ab dem 30. März 2021 vorab zur Verfügung gestellt. Die Erstausstrahlung erfolgte am 1. April 2021 im Rahmen des Donnerstags-Krimis zur Hauptsendezeit im Programm der ARD Das Erste.

## Rezeption

### Einschaltquote
Bei seiner Erstausstrahlung am 1. April 2021 konnte der Film 3,92 Millionen Zuschauer verbuchen. Der Marktanteil lag bei 12,9 Prozent.

### Kritik
Tilmann P. Gangloff befasste sich auf der Seite tittelbach.tv mit dem Film, dem er 3½ von 6 möglichen Sternen gab. Der Kritiker stellte fest, dass die beiden neuen Irland-Krimis zwar „jeweils interessante Geschichten“ erzählen würden, „leider aber mit Schwächen“. Da die „Ausstrahlung der ersten Teile bereits geraume Zeit“ zurückliege, würden „viele Zuschauer gerade bei dem Teil der Handlung, der unmittelbar an die Auftaktepisoden“ anschließe, „womöglich erst mal gewisse Orientierungsprobleme haben“.[…] „Ausgezeichnet“ seien allerdings wieder Bildgestaltung und Musik. Die Folge Vergebung habe allerdings „die gleichen Schwächen“ wie die Folge zuvor. Der Film wirke „wie ein importierter und daher größtenteils synchronisierter Krimi“. […] „Größtes Manko“ des Films sei „jedoch erneut der Umgang mit den Nebenfiguren. Während Mercedes Müller auch diesmal bloß dekoratives Beiwerk“ sei, tue sich „Rafael Gareisen vor allem durch mahlende Kiefer und aufgerissene Augen hervor“. Die „jungen männlichen Figuren“ seien „ohnehin allesamt von großem Zorn erfüllt, was sich meist im Brüllen des Wortes ‚Fuck‘ und in zielloser Wut“ äußere. „Alle drei“ täten „sich zudem schwer, die entsprechenden Emotionen so darzustellen, dass sie nicht übertrieben wirken“. Gerade „Gareisen“ gelinge „es nicht, Mitgefühl mit Paul zu wecken“. Désirée Nosbusch habe „ebenfalls nicht viel Spielmaterial“.
Oliver Armknecht von film-rezensionen.de kam in einigen Punkten zu einem ähnlichen Ergebnis und schrieb: „Dass der Film erneut recht ruhig ist und mehr mit einer Drohkulisse arbeitet als mit einer echten Handlung, ist im Vergleich zum letzten Teil deshalb weniger gravierend. Denn dieses Mal nähert sich die Reihe stärker einem Drama an und gibt sich nachdenklicher. Wobei man sich nicht allzu viel Tiefgang in der Hinsicht erhoffen sollte.“ Wiederum war Armknecht überzeugt davon, dass ein „Problem der Reihe die furchtbar blasse Protagonistin Cathrin Blake“ sei, „die nicht in der Lage ist, eine Geschichte zu tragen“. Armknecht ging sogar so weit zu behaupten, man hätte sie „auch komplett“ aus dieser Folge „streichen können, ohne dass es einen nennenswerten Unterschied gemacht hätte“. Gleiches gelte „für ihre schwierige Beziehung zum Sohn, welche wohl für mehr Emotionalität sorgen“ sollte, „ohne dass das Drehbuch viel investiert“. Armknecht gab dem Film 5 von 10 möglichen Punkten und zog das Fazit: „‚Der Irland-Krimi: Vergebung‘ nimmt sich mit dem Nordirlandkonflikt und der Aufarbeitung alter Wunden wichtiger Themen an, macht aber kaum etwas daraus. Die Stimmung ist erneut düster und melancholisch, die Handlung überschaubar und die Protagonistin völlig überflüssig.“
Die Redaktion von TV Spielfilm sah das völlig anders, zeigte mit dem Daumen nach oben, gab für Anspruch einen und für Spannung zwei von drei möglichen Punkten und stellte fest: „Eine brisante Gemengelage, aus der Regisseur Züli Aladag einen authentischen Film filtert, der tief in der irischen Geschichte wurzelt. Ohne für eine Seite Partei zu ergreifen, entwickelt er eine ebenso spannende wie berührende Geschichte, bei der es keine Sieger gibt. Nur Tote und Überlebende — auch wenn am Ende ein Funke Hoffnung leuchtet.“ Fazit: „Ein starker Fall um Schuld und Sühne, Rache und Vergebung“.